# موریس گیلن
موریس گیلن (انگلیسی: Maurice Gillen; ۲۵ ژوئیهٔ ۱۸۹۵ – ۶ آوریل ۱۹۷۴) دوچرخه‌سوار اهل لوکزامبورگ بود.